# Michael Arndt (taekwondo)
Michael Arndt (Neuss, 21 de octubre de 1959) es un deportista alemán que compitió en taekwondo.
Ganó una medalla de oro en el Campeonato Mundial de Taekwondo de 1987 y dos medallas de oro en el Campeonato Europeo de Taekwondo, en los años 1980 y 1986. Además, consiguió dos medallas en los Juegos Mundiales, en los años 1985 y 1989.

## Palmarés internacional
| Campeonato Mundial | Campeonato Mundial     | Campeonato Mundial | Campeonato Mundial |
| Año                | Lugar                  | Medalla            | Categoría          |
| ------------------ | ---------------------- | ------------------ | ------------------ |
| 1987               | Barcelona (España)     | Medalla de oro     | +83 kg             |
| Campeonato Europeo |                        |                    |                    |
| Año                | Lugar                  | Medalla            | Categoría          |
| 1980               | Copenhague (Dinamarca) | Medalla de oro     | +84 kg             |
| 1986               | Seefeld (Austria)      | Medalla de oro     | +83 kg             |